# Asterix gladiatore
Asterix gladiatore (Astérix gladiateur) è la quarta storia a fumetti della serie Asterix, creata dal duo francese René Goscinny (sceneggiatura) e Albert Uderzo (disegni). Fu pubblicato a puntate su Pilote a partire dal 22 marzo 1962, mentre la sua prima pubblicazione in volume in lingua originale risale al 1964.
L'intera storia è costruita come una parodia dei film hollywoodiani di genere Peplum, molto di moda all'epoca. In particolare, richiama esplicitamente il film Spartacus di Stanley Kubrick (1960) nelle scene degli allenamenti dei gladiatori e nei costumi di questi ultimi, e il colossal Ben-Hur di William Wyler (1959),  con la riproposizione della celeberrima scena della corsa delle bighe.
Presenta l'esordio di molte gag che diverranno caratteristiche delle serie a fumetti come i Pirati, originariamente una parodia del fumetto Barbarossa: compariranno nell'albo seguente Asterix e il giro di Gallia e poi in praticamente tutti i successivi. Inoltre il personaggio di Assurancetourix, presente negli albi precedenti  come secondario, assurge qui a un ruolo di primo piano e viene meglio delineato; inoltre Obelix raccoglie per la prima volta gli elmi dei romani picchiati, che nelle storie successive diventerà una caratteristica peculiare.

## Trama
Il prefetto romano delle Gallie, Caligula Vacomevien, giunge nell'accampamento fortificato di Petibonum e chiede al capo della guarnigione di catturargli uno degli irriducibili del villaggio per farne dono a Cesare. Una coraggiosa pattuglia di legionari viene quindi mandata nella foresta, e riesce nell'intento di catturare il bardo del villaggio Assurancetourix. Asterix e i suoi compagni, scoperto l'accaduto, ovviamente corrono in salvataggio dell'amico, ma sconfitti i romani scoprono di essere arrivati troppo tardi: il Gallo è stato imbarcato su una galera e portato a Roma.
Asterix e Obelix rifiutano di darsi per vinti, e partono in missione di recupero imbarcandosi a loro volta su una nave mercantile fenicia alla volta della Città Eterna. Qui scoprono ben presto come il loro compatriota sia stato condannato ad essere sbranato dai leoni nel Circo Massimo; per salvarlo i due si offrono come gladiatori al perfido lanista Caius Obtus. Dopo un periodo di addestramento, durante il quale hanno modo di scompaginare i normali addestramenti e la disciplina, insegnando ai loro nuovi colleghi a sfidarsi in giochi di società piuttosto che a battersi, Asterix e Obelix vengono mandati nell'arena in occasione di un grande spettacolo in onore di Cesare, lo stesso in cui avverrà il supplizio di Assurancetourix.
Le fiere fuggono terrorizzate davanti alla terribile voce del bardo, i gladiatori istruiti da Asterix si rifiutano di combattere e quest'ultimo insieme a Obelix ha facilmente ragione dei soldati romani intervenuti per ristabilire l'ordine. Ad ogni modo il pubblico dimostra di gradire l'insolito spettacolo e applaude fragorosamente: comunque soddisfatto, Cesare concede quindi la libertà ai Galli, che possono così tornare in patria con Assurancetorix.

## Personaggi principali
I personaggi presenti nella storia più rilevanti ai fini della trama sono:
- Asterix: pronto a tutto pur di salvare un compagno, non esita a imbarcarsi verso Roma e partecipare alle lotte gladiatorie. Come al solito può contare su una fiala di pozione magica e sulla sua astuzia
- Obelix: come Asterix non si tira mai indietro quando c'è da aiutare un amico e da picchiare i romani.
- Assurancetourix: il bardo del villaggio è qui alla sua prima comparsa di rilievo. Rapito dai Romani e condannato da Cesare ad essere sbranato dei leoni, si dimostra invincibile grazie alle sue terrificanti "abilità" canore
- Caligola Vacomevien (Caligula Alavacomgetplus)[7]: prefetto di Gallia, giunge in Armorica con l'intento di servire Cesare, e ordina il rapimento di Assurancetourix per farne dono al suo condottiero
- Caius Obtus (Caïus Obtus)[8]: lanista di scarsi scrupoli, non si fa problemi a far iscrivere con la forza i lottatori promettenti alla sua scuola gladiatoria. Trova in Asterix e Obelix pane per i suoi denti, e alla fine viene costretto da questi a servire come rematore su una nave fenicia
- Grandimais (Epidemaïs)[9]: mercante fenicio dall'etica commerciale non esattamente integerrima, accetta di accompagnare Asterix e Obelix a Roma. Appare anche nell'albo L'odissea di Asterix
- Querelcontrix (Plaintcontrix)[10]: Gallo emigrato a Roma, dove gestisce un ristorante, si prodiga per aiutare i suoi compatrioti Asterix e Obelix nella loro missione di salvataggio

## Ambientazione

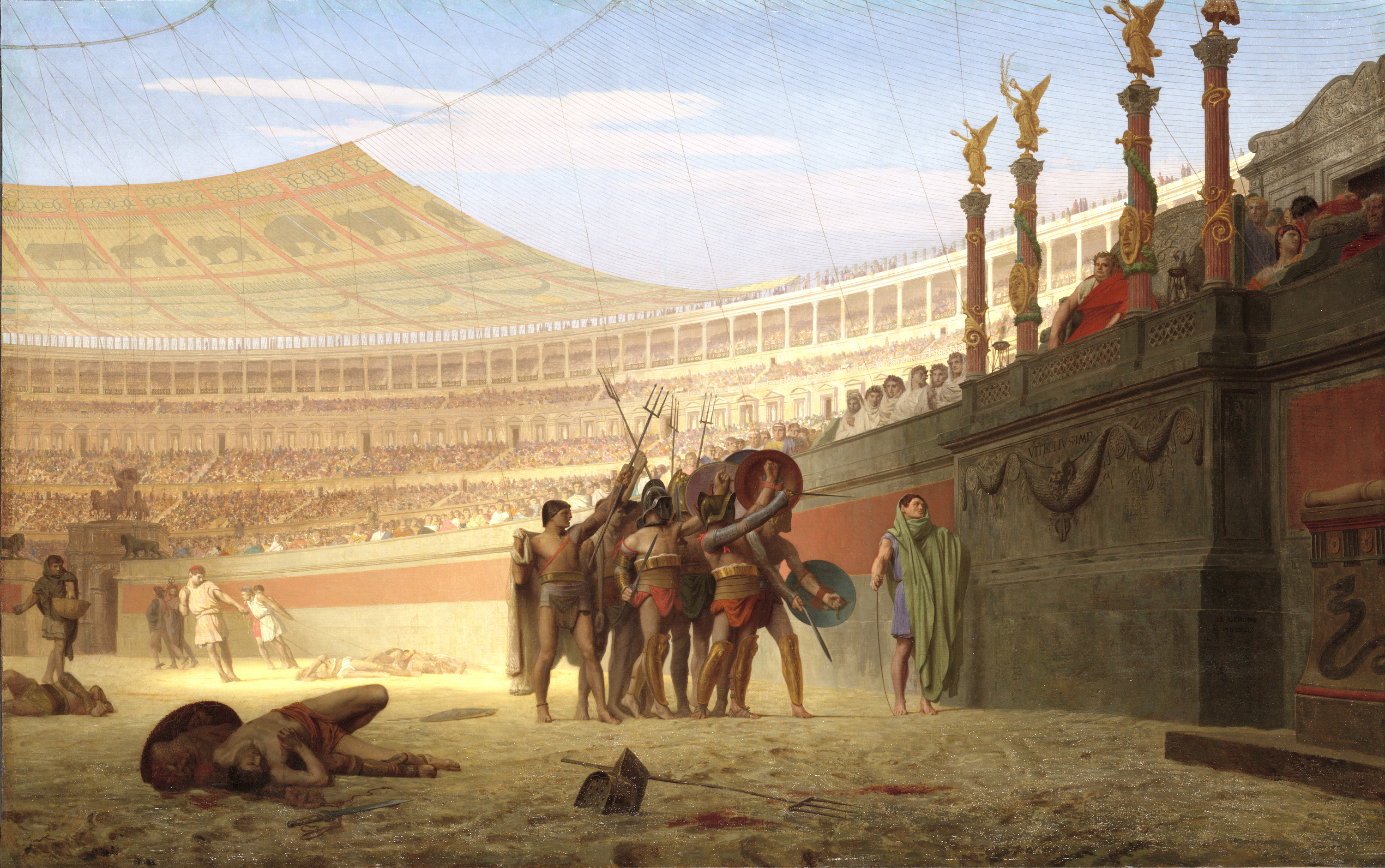
Alcuni gladiatori, in un quadro di Jean-Léon Gérôme (XIX secolo)

La Roma visitata dai protagonisti, pur con qualche licenza storica, viene raffigurata seguendo il suo modello classico, con grandi strade e imponenti edifici in marmo, fra cui le terme e lo stesso Circo Massimo.

## Riferimenti storici
Compare il personaggio di Bruto, apostrofato da Cesare con il proverbiale Quoque tu..., di fronte al quale questi si mostra piuttosto insofferente, riferimento al suo futuro coinvolgimento nelle idi di marzo. Bruto sarà protagonista di scambi simili con il suo genitore adottivo anche in altri albi (ad esempio in Asterix e la zizzania), ed assumerà il ruolo di antagonista di Asterix e Obelix (e di Cesare) nella storia Il figlio di Asterix.

## Curiosità
Asterix, nella tavola 9, afferma che il nome latino del cinghiale sia Singularis porcus. Questa dizione (che Obelix ripeterà anche in L'odissea di Asterix) non è il vero nome scientifico dell'animale ma un gioco di parole sul francese sanglier (appunto "cinghiale") che a sua volta deriva effettivamente dal latino singularis.

## Storia editoriale
In Francia la storia fu serializzata inizialmente all'interno della rivista Pilote, in cui apparve a puntate dal numero 126 (22 marzo 1962) al numero 168 (10 gennaio 1963); in seguito è stata ristampata in albo cartonato nel 1964 dall'editore Dargaud.
Attualmente l'albo viene ristampato dalla casa editrice Hachette Livre, che nel dicembre 2008 acquisì da Uderzo e da Anna Goscinny (figlia dello scomparso René) tutti i diritti sulle pubblicazioni di Asterix.

### Edizioni estere

#### Italia
In Italia l'albo è edito, come gli altri della serie, da Mondadori; la prima edizione italiana risale al luglio 1969 per la traduzione di Luciana Marconcini. La Mondadori ha ristampato l'albo più volte nel corso degli anni; l'ultima edizione, condotta su quella francese di Hachette Livre, è della fine del 2011 e rispetto alle precedenti presenta, pur mantenendo invariata la traduzione, una copertina diversa, un nuovo lettering e una colorazione rinnovata; è inoltre caratterizzata dall'avere la sagoma di Asterix stampata in rosso sulla costa. Nel 1977 è stata pubblicata dalla Mondadori una versione tascabile in bianco e nero dell'albo, nella collana Oscar Mondadori.
La storia è stata pubblicata a puntate anche all'interno della rivista Il Giornalino (Edizioni San Paolo), nella quale fece la sua prima apparizione nel 1976 venendovi poi ristampata periodicamente; nel 1998 è stata anche pubblicata in albo come supplemento speciale della rivista. Tali edizioni sono basate su quella Mondadori e presentano la stessa traduzione di Luciana Marconcini. Un'ulteriore edizione italiana dell'albo è stata quella pubblicata da Fabbri/Dargaud, datata aprile 1982. Anche questa era basata sull'edizione Mondadori, e presenta il medesimo titolo e la medesima traduzione.

#### In altre lingue
Il titolo originale dell'albo, Astérix Gladiateur, è stato tradotto come seguein alcune delle principali lingue in cui il fumetto è edito; vengono inoltre indicate la casa editrice e l'anno di prima pubblicazione:
- catalano:  Astèrix gladiador - Salvat editores,  Spagna (prima edizione Editorial Bruguera, 1969)
- coreano: 글래디에이터가돤 아스테릭스 (Gûllaedieiteo-ga dwan Asteriks) - Moonhak-kwa-Jisung-Sa,  Corea del Sud, 2001
- danese: Asterix som gladiator - Egmont Serieforlaget A/S,  Danimarca, 1973
- finlandese: Asterix gladiaattorina - Egmont Kustanus Oy,  Finlandia, 1969
- inglese: Asterix the Gladiator - Orion,  Regno Unito, 1969
- latino: Asterix Gladiator - Egmont Ehapa Verlag,  Germania, 1969
- olandese: Asterix en de gladiatoren - Dargaud,  Francia, 1968
- olandese: Asterix als gladiator - Hachette Livre,  Paesi Bassi, 2002 (edizione con copertina cartonata)
- polacco: Asterix Gladiator - Egmont Poland Ltd,  Polonia, 1991
- portoghese: Astérix Gladiador - Edições ASA,  Portogallo, 1974
- spagnolo: Asterix gladiador - Salvat editores,  Spagna, 1968 (prima edizione Molino, 1966)
- svedese: Asterix som gladiator - Egmont Kärnan AB,  Svezia, 1973
- tedesco: Asterix als Gladiator - Egmont Ehapa Verlag,  Germania, 1969

## Altri media
L'albo ha ispirato un lungometraggio d'animazione del 1985 intitolato Asterix contro Cesare (La Surprise de César). Il cartone animato include anche molti elementi tratti dalla storia Asterix legionario, e risulta perciò essere una summa delle due avventure a fumetti.